# Adam Greenberg
Adam Greenberg, pseudonimo di Adam Grinberg (Cracovia, 30 novembre 1939), è un direttore della fotografia israeliano naturalizzato statunitense.

## Riconoscimenti
- Oscar alla migliore fotografia
  - 1992: candidato - Terminator 2 - Il giorno del giudizio

## Filmografia parziale

### Cinema
- I Love You Rosa (Ani Ohev Otach Rosa), regia di Moshé Mizrahi (1972)
- The House on Chelouche Street (Ha-Bayit Berechov Chelouche), regia di Moshé Mizrahi (1973)
- Colpo da un miliardo di dollari (Diamonds), regia di Menahem Golan (1975)
- La notte dei falchi (Mivtsa Yonatan), regia di Menahem Golan (1977)
- A chi tocca, tocca...! (Agenten kennen keine Tränen), regia di Gianfranco Baldanello e Menahem Golan (1978)
- Il grande uno rosso (The Big Red One), regia di Samuel Fuller (1980)
- Paradise, regia di Stuart Gillard (1982)
- Dieci minuti a mezzanotte (10 to Midnight), regia di J. Lee Thompson (1983)
- Oltre il ponte di Brooklyn (Over the Brooklyn Bridge), regia di Menahem Golan (1984)
- Terminator (The Terminator), regia di James Cameron (1984)
- I guerrieri del vento (The Ambassador), regia di J. Lee Thompson (1984)
- Posizioni promettenti (Private Resort), regia di George Bowers (1985)
- L'aquila d'acciaio (Iron Eagle), regia di Sidney J. Furie (1986)
- Il buio si avvicina (Near Dark), regia di Kathryn Bigelow (1987)
- Tre scapoli e un bebè (3 Men and a Baby), regia di Leonard Nimoy (1987)
- La Bamba, regia di Luis Valdez (1987)
- Alien Nation, regia di Graham Baker (1988)
- Turner e il casinaro (Turner & Hooch), regia di Roger Spottiswoode (1989)
- Ghost - Fantasma (Ghost), regia di Jerry Zucker (1990)
- Tre scapoli e una bimba (3 Men and a Little Lady), regia di Emile Ardolino (1990)
- Terminator 2 - Il giorno del giudizio (Terminator 2: Judgment Day), regia di James Cameron (1991)
- Sister Act - Una svitata in abito da suora (Sister Act), regia di Emile Ardolino (1992)
- Toys - Giocattoli (Toys), regia di Barry Levinson (1992)
- Dave - Presidente per un giorno (Dave), regia di Ivan Reitman (1993)
- Mezzo professore tra i marines (Renaissance Man), regia di Penny Marshall (1994)
- Genitori cercasi (North), regia di Rob Reiner (1994)
- Junior, regia di Ivan Reitman (1994)
- Il primo cavaliere (First Knight), regia di Jerry Zucker (1995)
- L'eliminatore - Eraser (Eraser), regia di Chuck Russell (1996)
- Sfera (Sphere), regia di Barry Levinson (1998)
- Rush Hour - Due mine vaganti (Rush Hour), regia di Brett Ratner (1998)
- L'Ispettore Gadget (Inspector Gadget), regia di David Kellogg (1999)
- Danni collaterali (Collateral Damage), regia di Andrew Davis (2002)
- Che fine ha fatto Santa Clause? (The Santa Clause 2), regia di Michael Lembeck (2002)
- Snakes on a Plane, regia di David R. Ellis (2006)

### Televisione
- Una donna di nome Golda (A Woman Called Golda) - miniserie TV (1982)